# Автошлях Т 1906
Автошля́х Т 1906 — автомобільний шлях територіального значення у Сумській області. Пролягає територією Сумського та Охтирського районів через пункт контролю Рижівка — Білопілля — Миколаївку — Лебедин — Лантратівку. Загальна довжина — 122,1 км.

## Маршрут
Автошлях проходить через такі населені пункти:
| Автошлях Т 1906          |              |
| Сумська область          |              |
| Cумський район           |              |
| Рижівка (пункт контролю) |              |
| Голишівське              |              |
| Білопілля                | Р44Т 1904    |
| Янченки                  |              |
| Воронівка                |              |
| Штанівка                 |              |
| Москаленки               |              |
| Ганнівка-Вирівська       |              |
| Улянівка                 |              |
| Миколаївка               | Р61          |
| Марківка                 |              |
| Гутницьке                |              |
|                          | Н07          |
| Штепівка                 | Т 1926       |
| Руда                     |              |
| Підопригори              |              |
| Грицини                  |              |
| Падалки                  |              |
| Михайлівка               |              |
| Лебедин                  | Т 1909Т 1913 |
| Гарбарі                  |              |
| Будилка                  |              |
| Охтирський район         |              |
| Довжик                   |              |
| Чупахівка                |              |
| Лантратівка              | Т 1705       |